# 斯蒂耶恩塔
斯蒂耶恩塔是意大利威尼托大区罗维戈省的一个镇，面积24.1平方公里，人口3,118人（2004年）。